# Arthur Compton
 Denne artikel bør gennemlæses af en person med fagkendskab for at sikre den faglige korrekthed.

Arthur Holly Compton (født 10. september 1892 i Wooster, Ohio, død 15. marts 1962) var en amerikansk fysiker.
Arthur var søn af Elias og Otelia Compton. De var en akademisk familie; faderen Elias var rektor på Wooster Universitet, hvorpå Arthur også gik. Arthur havde to brødre; Karl Taylor Compton, som også gik på Wooster Universitet, han blev fysiker og senere blev han præsident for Massachusetts Institute of Technology (MIT). Den anden bror, Wilson M. Compton blev diplomat og præsident for State College of Washington (senere Washington State University).
I 1918 begyndte Arthur Compton at studere røntgenstrålers spredning. I 1922 fandt han røntgenstrålernes bølgelængdeforøgelse ved at lade to spredte strålende energier af frie elektroner. Spredning af de usynlige energier havde en mindre energi end den oprindelige røntgenstråling. Opdagelsen er kendt som Comptons effekt.
I 1941 hjælp Compton den amerikanske regering med at genoplive et ellers slumrende program til at udvikle atombomber. Han overtog ledelsen af Office of Scientific Research and Development (OSRD), hvor han skulle undersøge, hvem der ejede og fremstillede uran. I 1941 udnævnte Compton Robert Oppenheimer som topteoretiker af komitéen. Da hæren overtog komitéens arbejde i 1942, blev det til Manhattan Project. 
Han blev tildelt Nobelprisen i fysik i 1927 for observationen, som siden blev opkaldt efter ham, Comptonspredning. Prisen blev delt med Charles Wilson.

## Bøger
- Compton, Arthur (1918). American Physical Society address (Dec 1917), Physical Review, Series II.
- Compton, Arthur (1923). A Quantum Theory of the Scattering of X-Rays by Light Elements,
- Physical Review, 21(5), 483 – 502. Compton, Arthur (1940). The Human Meaning of Science, Chapel Hill: University of North Carolina Press.
- Compton, Arthur (1956). Atomic Quest, New York: Oxford University Press.
- Compton, Arthur (1967). The Cosmos of Arthur Holly Compton, New York: Alfred A. Knopf; edited by Marjorie Johnston
- Compton, Arthur (1973). Scientific Papers of Arthur Holly Compton, Chicago: University of Chicago Press; edited by Robert S. Shankland.